# Brouwerij en stokerij Van den Bergh en Cie
Brouwerij Van den Bergh en Cie met als oorspronkelijke handelsbenaming De Gulden Klok en later La Cloche - De Klok was een Antwerpse mouterij, bierbrouwerij en jeneverstokerij.

## Geschiedenis
De zaak werd gestart door Jean (Jan) Jacques Van den Bergh-Aerts (1768-1844) die ook gekend was van de rederij Van den Bergh en Fils, gemeenteraadslid, schepen, senator en consul van Griekenland. Zijn voorouders waren al drie eeuwen actief als brouwers en stokers.
In 1843, kort voor zijn overlijden, kochten zijn zonen Maximiliaan Van den Bergh (1802-1873) en Jean Félix Van den Bergh (1807-1885) de brouwerij van hem over.
Gekende Antwerpse locaties waren de Oudeleeuwenrui 7-11 voor de brouwerij en Brouwersvliet 26-32 voor de jeneverstokerij.
Op basis van een brandverzekeringskaart van Gervais uit 1898 kan de aanwezigheid op de Oude Leeuwenrui van onder meer bierkelders, ovens, een atelier, een locatie voor machines, een kuiperij en een smederij worden bevestigd.
Vermoedelijk na het overlijden van de broers komt de onderneming in handen van Louis Lysen, een gekend bankier en aangetrouwd familielid.
In 1919 werden de pakhuizen, een ontwerp van Frans J.H. Bex, verkocht aan de Werf- en Vlasnatie en kregen ze de naam ‘Magazijn Albert’.
Op de hoek van de Oudeleeuwenrui en het Hessenplein vinden we het gele gebouw Magasins et Entrepôts Réunis La Cloche. Dit is een ontwerp van architect Joseph Hertogs uit 1909 dat werd gebouwd in 1910. De naam La Cloche zou verwijzen naar de voormalige brouwerij waarvan de originele 17de-eeuwse poort in de zijgevel werd gered en hergebruikt.

## Afbeeldingen

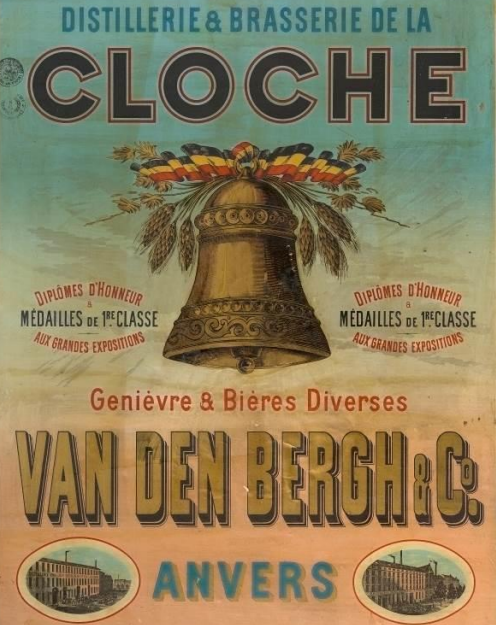
Originele affiche
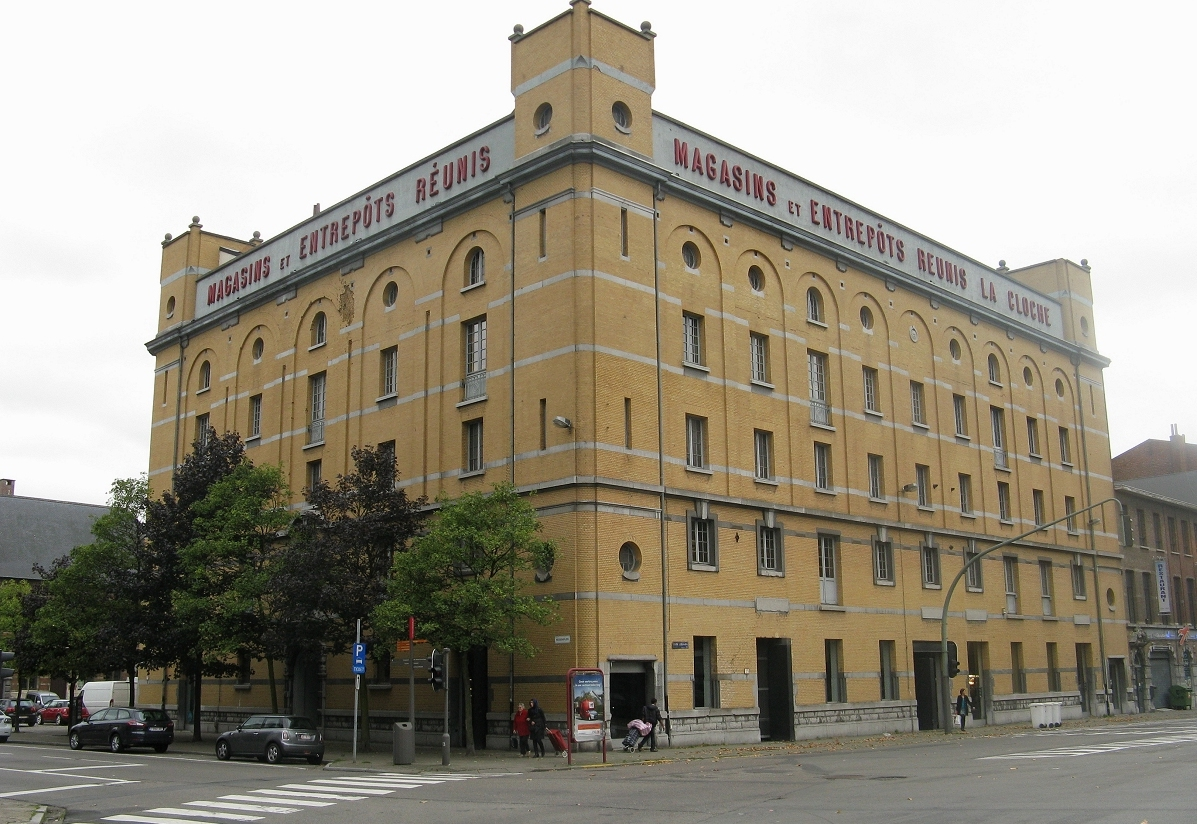
Stapelhuis 'La Cloche' te Antwerpen
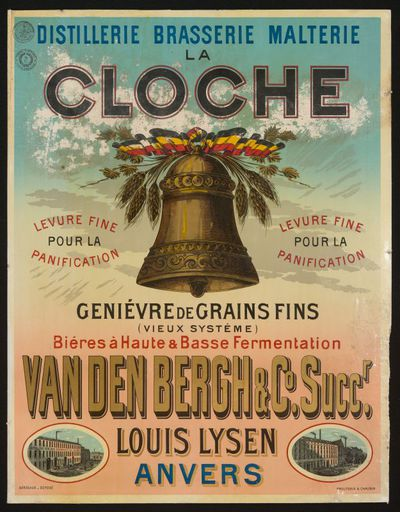
Affiche na overname